# Bryum amplirete
Bryum amplirete är en bladmossart som beskrevs av C. Müller in Macoun 1890. Bryum amplirete ingår i släktet bryummossor, och familjen Bryaceae. Inga underarter finns listade i Catalogue of Life.